# Epicypta goianensis
Epicypta goianensis är en tvåvingeart som beskrevs av Lane 1947. Epicypta goianensis ingår i släktet Epicypta och familjen svampmyggor. Inga underarter finns listade i Catalogue of Life.